# Закон Копа — Депере
Закон Копа — Депере — концепція (закон), висунута Е. Копом (1896) і Ч. Депере (1907), згідно з якою у процесі еволюції філогенетичних гілок відбувається збільшення розмірів тіла організмів. Збільшення розмірів тіла, як правило, веде до підвищення активності організмів в захопленні трофічних ресурсів, боротьбі з конкурентами і хижаками, до зниження плодючості. Також називають «законом збільшення розмірів (росту) та ваги (маси) організмів у філогенетичних гілках»: «в міру геологічного часу форми, що виживають, збільшують свої розміри (а отже, і вагу) і потім вимирають». Відбувається це тому, що, чим дрібніше особини, тим важче їм протистояти процесам  ентропії (що ведуть до рівномірності розподілу енергії), закономірно організовувати енергетичні потоки для здійснення життєвих функцій.  Еволюційно розмір особин тому збільшується. Однак великі організми з великою масою вимагають для підтримки цієї маси значних кількостей енергії, фактично їжі. Боротьба з ентропією призводить до укрупнення організмів, а це укрупнення викликає відхід від  закону оптимальності в більшу сторону і, як правило, до вимирання занадто великих організмів. Оскільки поняття великий і дрібний мають відносне значення (стосовно факторів середовища), можуть вимирати і не гіганти, а лише організми, які вийшли за рамки закону оптимальності для даних умов.
Закон Копа і Депере може мати і негативний знак, тобто в ряді випадків з ходом геологічного часу окремі форми еволюційно дрібнішають, що дає їм великі можливості для пристосування до середовища проживання. Якщо вони переступають в цьому процесі закон оптимальності в меншу сторону, вони або вимирають, або втрачають чітко виражену біологічну форму організації, перетворюючись на «напівживі» органічні молекули і їх агрегати типу деяких вірусоподібних утворень.
Закон Копа і Денера дуже тісно пов'язаний із законом оптимальності. Для екологічних систем, які також еволюціонують, він, мабуть, теж несправедливий: занадто дрібні з них втрачають своє «обличчя» і еволюційно зникають, а надто великі прогресують до досягнення аномальних розмірів і розпадаються на більш дрібні природні системи, втрачаючи свою первісну гомогенність.
Закон Копа і Денера пояснює масове вимирання організмів (напр., найдавніших плазунів) досить незначними природними змінами середовища життя без залучення будь-яких катастрофічних причин (хоча цілком можлива і їх дія — див. Принцип катастрофічного поштовху) Разом з тим він дає ключ до управління такими екосистемами, які є об'єктами промислу. Так, масовий видобуток  криля у  Світовому океані може порівняно швидко зробити неможливим існування популяції китів (і так вже розрідженої), адже при своїх великих розмірах вони потребують високої щільності розселення об'єктів їх живлення. Цей же закон разом з законом оптимальності пояснює причину принципу оманливого благополуччя.

## Виноски
1. ↑  Вернадский В. И. Живое вещество. — М., 1978. — С. 92